# Adolphe Bousquet
Adolphe René Bousquet (Marauçan, Erau, 14 d'agost de 1899 - Besiers, Erau, 17 de març de 1972) va ser un jugador de rugbi a 15 francès que va competir a començaments del segle xx.
El 1920 va ser seleccionat per jugar amb la selecció francesa de rugbi a 15 que va prendre part en els Jocs Olímpics d'Anvers, on guanyà la medalla de plata. Quatre anys més tard va formar part de l'equip olímpic francès que guanyà la medalla de plata en la competició de rugbi.
A nivell de clubs jugà a l'AS Béziers i al Racing club de France. Entre 1921 i 1924 jugà 3 partits amb la selecció nacional.